# 新安北桥
31°29′22″N 120°23′08″E / 31.489341°N 120.38554°E
新安北桥，是位于中华人民共和国江苏省无锡市新吴区新梅路的一座大桥，跨京杭大运河。

## 特点
新安北桥位于原新安街道煤机厂旁。1977年建双曲拱人行桥。1993年苏南运河无锡段东段整治工程，重建新安北桥。2008年在南侧新建新安南桥。